# Xenolpium pacificum pacificum
Xenolpium pacificum pacificum es una subespecie de arácnido del orden Pseudoscorpionida de la familia Olpiidae.

## Distribución geográfica
Se encuentra en Nueva Zelanda.